# Burgena baia
Burgena baia là một loài bướm đêm trong họ Noctuidae.